# Dermophthirius carcharini
Dermophthirius carcharini är en plattmaskart. Dermophthirius carcharini ingår i släktet Dermophthirius och familjen Microbothriidae. Inga underarter finns listade i Catalogue of Life.